# SH2D4A
SH2D4A‏ (SH2 domain containing 4A) هوَ بروتين يُشَفر بواسطة جين SH2D4A في الإنسان.